# Прапор Литовської РСР
Державний прапор Литовської РСР — офіційний символ Литовської Радянської Соціалістичної Республіки. Був прийнятий 15 липня 1953 року і являв собою полотнище із трьох горизонтально розташованих кольорових смуг:
- верхньої червоного кольору (вісім дванадцятих ширини прапора);
- середньої білого кольору (однієї дванадцяту ширини прапора);
- нижньої зеленого кольору (три дванадцятих ширини прапора).

У верхньому лівому куті червоної частини прапора розміщалося зображення золотих серпа й молота із червоною п'ятипроменевою зіркою над ними, обрамлена золотою облямівкою. Відношення ширини прапора до його довжини 1:2.

## Історія
Під час війни за незалежність Литви перша Литовська РСР використовувала звичайний червоний стяг. Пізніше його також використовувала Литовсько-Білоруська Радянська Соціалістична Республіка.
Після окупації країни, Литовська РСР прийняла новий прапор 30 липня 1940 року. Прапор був червоним з написом лит. LIETUVOS TSR, дос. «Литовська РСР», викарбуваний золотим гротеском у верхньому крижі, і золотими серпом і молотом під текстом. Цей прапор був чинний до 1953 року.
18 листопада 1988 року, литовський триколор став прапор литовської РСР, ще до проголошення акту відновлення незалежності Литви. Верховна Рада Литовської РСР, натхнена впливом прихильників незалежності з партії Саюдіс, змінила конституцію та відновила прапор міжвоєнного періоду.

## Заборона прапора
Внаслідок заборони комуністичних символів у Литві у 2008 році, публічна демонстрація чи використання прапору Литовської РСР є протизаконним.

## Галерея прапорів Литовської РСР

Прапор Литовської РСР та Литовсько-Білоруської РСР у 1918-1919 роках
Прапор з 1940 по 1953 роки
Прапор з 1953 по 1988 роки
Прапор з 1988 по 1991 роки